# Željko Kopanja
Željko Kopanja (en serbe cyrillique : Жељко Копања), né le 21 octobre 1954 à Kotor Varoš et mort le 8 août 2016 à Banja Luka, est un journaliste serbe de Bosnie.
Il est directeur du journal Nezavisne novine, l'un des principaux titres publiés à Banja Luka, la capitale de la république serbe de Bosnie, en Bosnie-Herzégovine.  

## Biographie
Željko Kopanja a obtenu un diplôme en sciences économiques de l'université de Banja Luka. Il a commencé sa carrière de journaliste avant la guerre de Bosnie-Herzégovine au journal Glas puis, pendant la guerre, il envoya ses articles au mensuel belgradois Telegraf. Il fut connu pour ses articles détaillés concernant les crimes de guerre commis par les forces serbes de Bosnie, ce qui lui valut de nombreuses plaintes et menaces de mort. En décembre 1995, Željko Kopanja fonda les Nezavisne novine, publiées à Banja Luka. Le Premier ministre de la république serbe de Bosnie Milorad Dodik lui a apporté son soutien, notamment en lui fournissant des fonds pour contribuer à lancer ce quotidien.
Le 22 octobre 1999, Željko Kopanja fut gravement blessé dans un attentat à la bombe contre sa voiture ; il y perdit les deux jambes.